# Muhammad Abduh

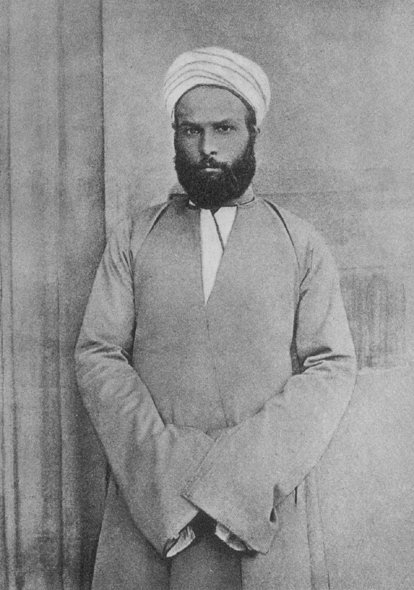
Muhammad Abduh

Muhammad Abduh född 1849 i Nildeltat i Egypten, död den 11 juli 1905 i Alexandria. Muhammad Abduh var en egyptisk jurist, religiöst lärd och liberal reformator. Han anses vara grundaren av islamisk modernism och en av föregångarna till den så kallade Neo-Mutazilismen.

## Biografi
Muhammad Abduh är född i Nildeltat i Egypten. Som ung bondson lärde han sig koranen utantill i grundskolan. Vid 14 års ålder studerade han vidare i en moskéskola i staden Tanta, som på den tiden var ett känt religiöst centrum.
Efter en själslig kris 1865 blev han intresserad av mysticism. Hans farbror introducerade honom då till shadhili-orden. Den unge Abduh intresserade sig för sufi och 1866 började han studera vid Azharuniversitetet i Kairo. År 1869 mötte han Jamal al-din al-Afghani. Abduh blev väldigt starkt inspirerad av dennes politiska och teologiska åsikter.  Det var Al-Afghani som introducerade  Muhammad Abduh för islamiska filosofi och europeisk filosofi och litteratur. Al-Afghani var ursprungligen persisk shiamuslim med utbildning i madhhabad och praktiserade fortfarande ijtihad (lägg dock märke till att begreppet ijtihad i det specifika sammanhanget har en annan betydelse än vid sunnisk islam).
År 1877 slutförde Muhammad Abduh sina studier vid Azharuniversitetet. Därefter arbetade han som journalist och lärare fram till 1882. År 1882 deltog Abduh vid Urabírevolten. Han blev på grund av denna inblandning dömd till exil. Han tillbringade tiden i exil bland annat i Beirut, Syrien och Paris. I Paris gav han ut en tidning tillsammans med Al-Afghani som hette ”al-Urwa al-wuthqa” där de försökte att kämpa mot kolonialmakterna. År 1888 fick Abduh tillstånd att återvända till Egypten. Väl tillbaka blev Abduh utsedd till domare av den dåvarande Khedive Tawfiq Pasha. År 1899 utsågs Abduh till mufti av Egypten. Han blev även utsedd till medlem i Legislative Council, det vill säga det lagstiftande rådet. Abduh dog i Alexandria i juli 1905.

## Urislam
Abduh blev under sitt liv starkt präglad av den franska ockupationen och en vilja till motstånd. Människorna i Egypten kände sig överväldigade av att ha blivit invaderade och man försökte att reformera militären, utbildning och lagen. Den största fördomen som den franska eliten gentemot den Arabiska världen var att Islam hindrade deras utveckling. Abduh kämpade mot idén att Islam var omodern, ovetenskaplighet och irrationell. Mot Europeiska anklagelser om att Islam inte går överens med vetenskap och rationalitet, hävdade Abduh att förnuft och islam inte utesluter varandra. Genom sitt förstånd och de ”två böckerna”, naturen och Koranen kan man bevisa Guds existens, menade Abduh. Den ena boken, naturen, skapade han. Den andra boken, Koranen, uppenbarade han. Följaktligen hjälper vetenskapen människor att skapa en djupare relation till Gud. 
Han sa att det krävs ett nytt uppvaknande av det religiösa livet bland folket, inte bara för sin egen skull, utan även för samhällets skull. Han ville reformera Islam och gå tillbaka till en ”urislam” eller ”det sanna Islam”. Om man går tillbaka till den formen av Islam upptäcker man att Koranen redan innehåller nya europeiska reformer och värderingar som fanns i Frankrike.

## Muhammad Abduhs tolkning av Koranen
J. J. G. Jansen menar att före Muhammad Abduh tolkades Koranen främst akademiskt. Kommentarer kring texten skrevs av lagskolor för att användas av andra lagskolor. Att förstå sådana kommentarer krävde kunskap i teknik och terminologin i den arabiska grammatiken, muslimsk lag, traditionen kring profeten och kunskap om profetens biografi. Det krävdes enorma mängder av energi samt tid för att få behållning av dessa kommentarer, som handlade om allt annat utom den enkla och liturgiska meningen i Koranen. Det var detta Abduh motsatte sig. Abduh menade med (ungefärlig översättning från engelska): 
"På sista dagen kommer Gud inte att förhöra oss om kommentatorernas åsikter och hur de förstod Koranen, men han kommer att förhöra oss om hans bok som han sänt ner till oss för att guida och instruera oss".
Abduhs avsikt var att förklara Koranen på ett praktiskt sätt för en åhörarskara mycket bredare än endast de professionella teologerna. De var egyptiska åhörare som saknade kompetenta religiösa ledare och hade lidit under den engelska ockupationen. De förstod inte teknisk forskning och vetenskap, utan grundade sin livssyn på mycken vidskepelse. Abduh försökte få sina läsare, lagmän samt teologer att inse den begränsade relevansen av de traditionella kommentarerna, som inte kunde bidra till lösning av akuta problem i vardagen. Abduh menade att man måste tillåta Koranen att tala för sig själv. Abduhs kommentarer kring Koranen, och fortsättningen på dessa av Rashid Rida fick blev ingen omedelbar succé. Med tiden fick dock slutligen Abduhs kommentarer genomslag och är citerade av senare kommentatorer. De anses äga viss auktoritet av både progressiva och konservativa egyptiska teologer. Denna succé kan härstamma från den framväxande klass av egyptier som utbildat sig utanför de traditionella religiösa institutionerna.

### Fotnoter
1. 1 2 3  Ende, Werner; Steinbach (2005). Der Islam in der Gegenwart. sid. 103-122.
2. 1 2  J.J.G Jansen, "The interpretation of the Koran in modern Egypt".
3. ↑  J.J.G Jansen, "The interpretation of the Koran in modern Egypt". s. 19.